# Warlus (Pas-de-Calais)
Warlus ist eine französische Gemeinde mit 379 Einwohnern (Stand 1. Januar 2022) im Arrondissement Arras des Départements Pas-de-Calais. Sie liegt im Kanton Avesnes-le-Comte und ist Mitglied des Kommunalverbandes Campagnes de l’Artois.
| Montenescourt | Gouves, Agnez-lès-Duisans | Duisans   |
| Wanquetin     | Kompass                   | Dainville |
| Simencourt    | Berneville                |           |

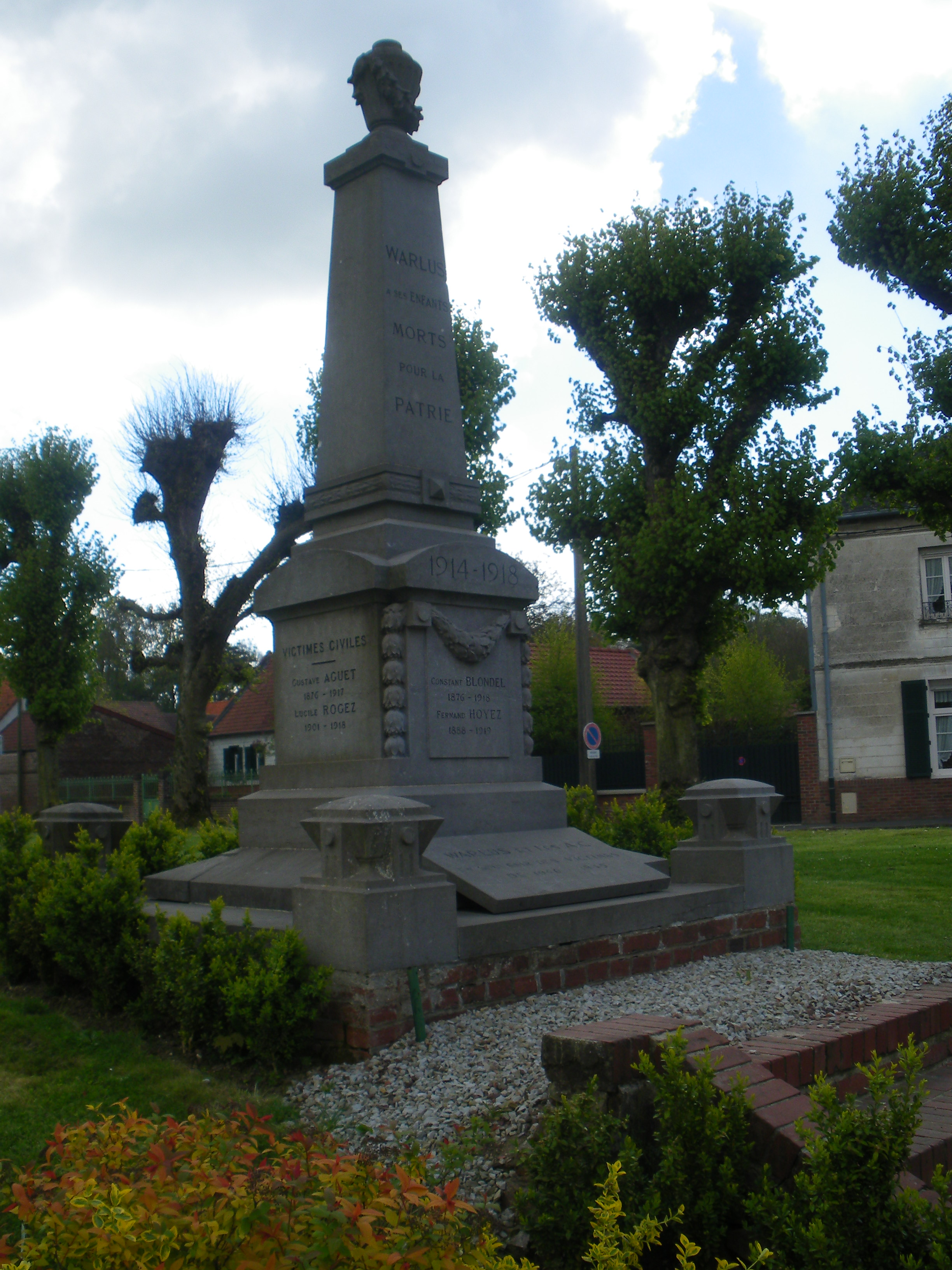
Kriegerdenkmal
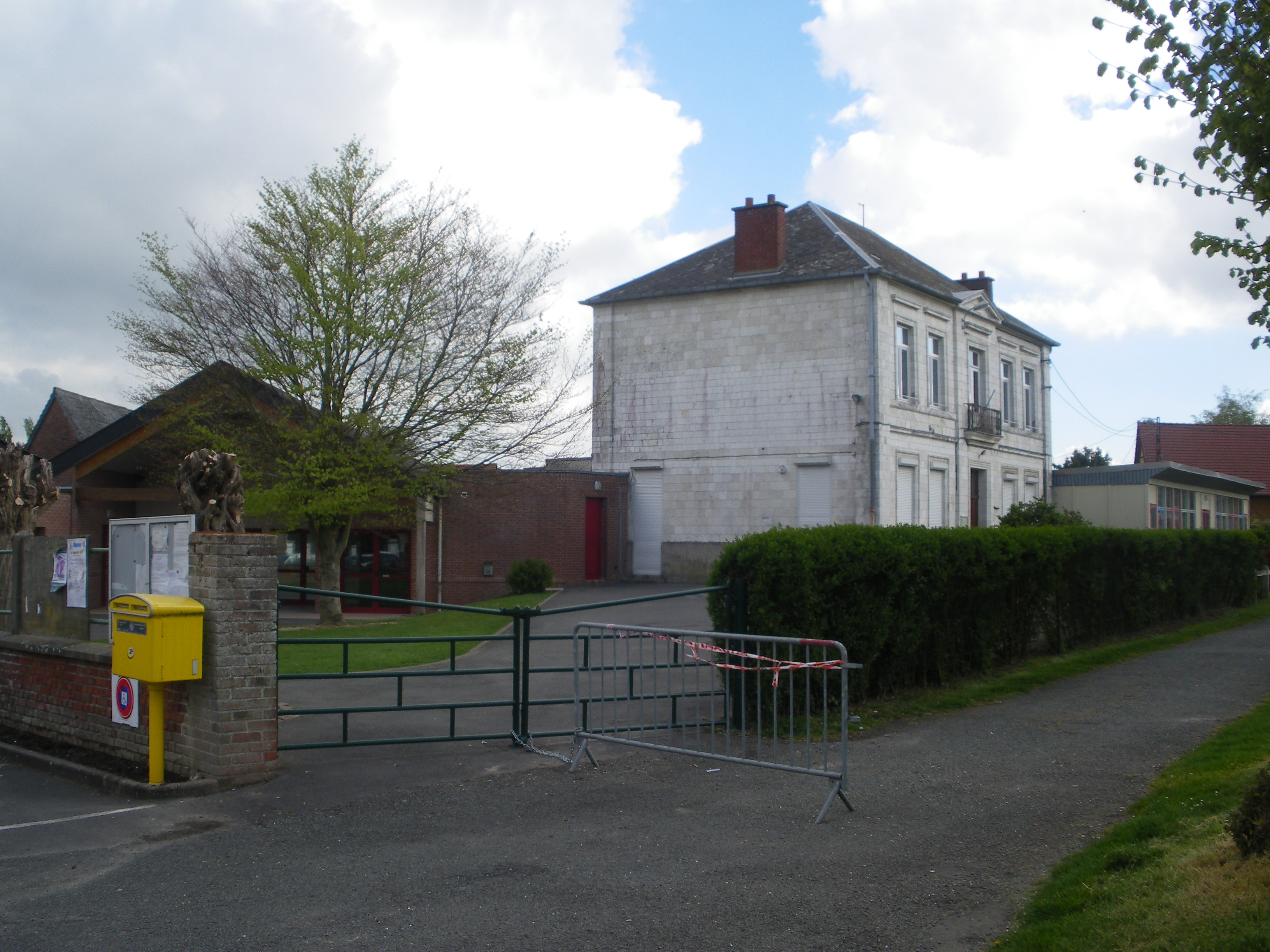
Rathaus
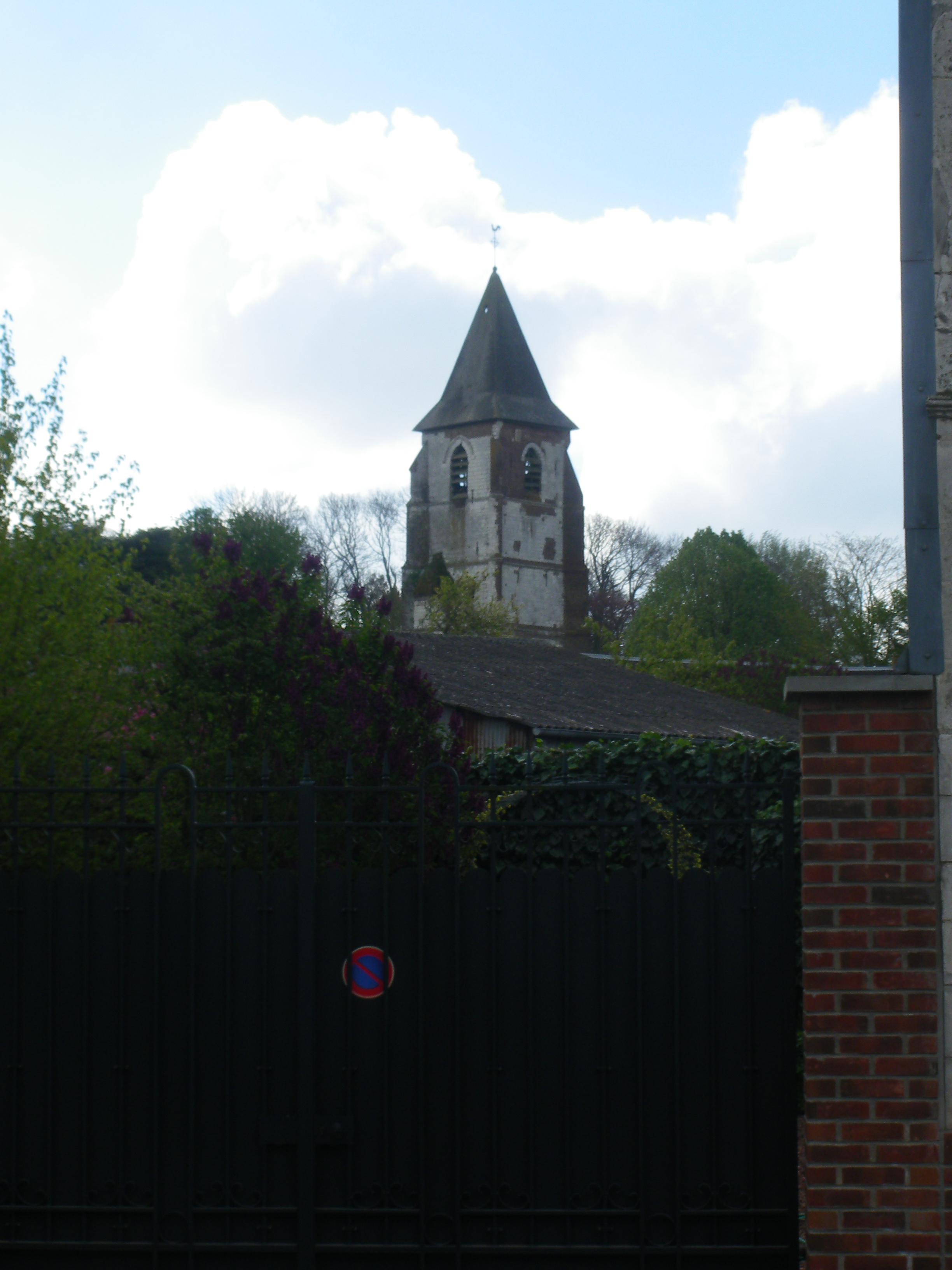
Kirche Saint-Lambert